# بندای
بندای (انگلیسی: Bandai) شرکت تولید اسباب‌بازی ژاپنی است، که در سال ۱۹۵۰ تأسیس شد.